# Berkey
Berkey é uma vila localizada no estado norte-americano de Ohio, no Condado de Lucas.

## Demografia
Segundo o censo norte-americano de 2000, a sua população era de 265 habitantes. 
Em 2006, foi estimada uma população de 281, um aumento de 16 (6.0%).

## Geografia
De acordo com o United States Census Bureau tem uma área de 
10,8 km², dos quais 10,8 km² cobertos por terra e 0,0 km² cobertos por água. Berkey localiza-se a aproximadamente 206 m acima do nível do mar.

## Localidades na vizinhança
O diagrama seguinte representa as localidades num raio de 16 km ao redor de Berkey. 